# Workers Party of Bangladesh
Die Workers Party of Bangladesh (WPB) oder Arbeiterpartei Bangladeschs (Bangladesh Workers Party – BWP, bengalisch বাংলাদেশের ওয়ার্কার্স পার্টি) ist eine kommunistische Partei in Bangladesch.

## Parteigeschichte
Die Partei formierte sich 1980 als Workers Party durch Zusammenschluss der Bangladesh Communist Party (Leninist), der Revolutionary Communist League und der Majdur Party. In den 1980ern war die Partei Teil der Opposition gegen das Regime des Generals Ershad.
Im Mai 1993 schloss sich die Workers Party mit zwei anderen kleinen Linksparteien, der United Communist Party und der Shamyabadi Dol, zur Workers Party of Bangladesh zusammen.
Im Juni 2004 spaltete sich von der Partei ein Dissidenten-Flügel ab, der das geplante Zusammengehen mit der Awami-Liga bei der kommenden Parlamentswahl ablehnte. Die Dissidenten gründeten 2008 eine neue Partei, die Biplobi Workers Party, die aber keine größere Bedeutung erlangen konnte. Bei den Parlamentswahlen 2008, 2014 und 2018 ging die BWP Wahlbündnisse mit der Awami-Liga ein, gewann dadurch 2 bzw. 6 und 2 der insgesamt 300 Wahlkreise und wurde anschließend an der Regierung unter Hasina Wajed personell beteiligt.
Historisch verstand sich die WP als marxistisch-leninistische Partei. Sie erstrebte eine Volksrevolution zur Einführung einer sozialistischen Gesellschaftsordnung. Politische Ziele waren eine Landreform, eine Verstaatlichung der Produktionsmittel, die Dezentralisierung der Verwaltung und außenpolitisch eine verstärkte Zusammenarbeit mit sozialistischen Staaten. Die Partei bekämpft den politischen Islamismus. Seitdem die Partei seit 2008 mit in der Regierungsverantwortung ist, hat sie ihr marxistisches Vokabular stark eingeschränkt.
Die Partei pflegt viele internationale Kontakte zu anderen kommunistischen oder linkssozialistischen Parteien, beispielsweise zur Janatha Vimukthi Peramuna in Sri Lanka, zur Kommunistischen Partei Vietnams oder zur Kommunistischen Partei Indiens (Marxistisch), die ihren Schwerpunkt im benachbarten Westbengalen hat.
Parteiführer ist seit den 1980er Jahren Rashid Khan Menon.